# Bonito (Pará)
Bonito is een gemeente in de Braziliaanse deelstaat Pará. De gemeente telt 12.622 inwoners (schatting 2022).

## Aangrenzende gemeenten
De gemeente grenst aan Capanema, Nova Timboteua, Ourém, Peixe-Boi, Santa Maria en São Miguel.